# Liste der Naturdenkmale im Kreis Minden-Lübbecke
Die Liste der Naturdenkmale im Kreis Minden-Lübbecke führt die Naturdenkmale im Kreis Minden-Lübbecke in Nordrhein-Westfalen auf.
Die Naturdenkmalverordnung - Innenbereich und die Naturdenkmalverordnung - Außenbereich sowie die verfügbaren Landschaftsplanbereiche Porta Westfalica, Bastau-Niederung - Wickriede, Bad Oeynhausen, An Ils und Gehle und Vom Mindenerwald zum Heisterholz nennen etwa 300 Naturdenkmale. Der Aktualisierungsstand der Verordnungen ist unterschiedlich.
Die Liste der Naturdenkmale ist in die Listen der Städte und Gemeinden im Kreis geteilt:
| Stadt/Gemeinde      | Liste                                          |
| ------------------- | ---------------------------------------------- |
| Bad Oeynhausen      | Liste der Naturdenkmale in Bad Oeynhausen      |
| Espelkamp           | Liste der Naturdenkmale in Espelkamp           |
| Hille               | Liste der Naturdenkmale in Hille               |
| Hüllhorst           | Liste der Naturdenkmale in Hüllhorst           |
| Lübbecke            | Liste der Naturdenkmale in Lübbecke            |
| Minden              | Liste der Naturdenkmale in Minden              |
| Petershagen         | Liste der Naturdenkmale in Petershagen         |
| Porta Westfalica    | Liste der Naturdenkmale in Porta Westfalica    |
| Preußisch Oldendorf | Liste der Naturdenkmale in Preußisch Oldendorf |
| Rahden              | Liste der Naturdenkmale in Rahden              |
| Stemwede            | Liste der Naturdenkmale in Stemwede            |